# Norbert Pogrzeba
Norbert Pogrzeba (* 23. Juni 1939 in Beuthen) ist ein ehemaliger polnischer Fußballspieler.

## Karriere

### Beginn in Polen
Pogrzeba spielte erstmals im Seniorenbereich von 1958 bis 1966 für Polonia Bytom durchgängig in der 1. Liga, die seinerzeit höchste Spielklasse im polnischen Fußball. Während seiner Vereinszugehörigkeit bestritt er 134 Punktspiele, in denen er 65 Tore erzielte, 1962 die Meisterschaft gewann und 1964 das Pokalfinale erreichte, das erst nach Verlängerung in Warschau gegen Legia Warschau mit 1:2 verloren wurde.
Auf internationaler Vereinsebene bestritt er für seine Mannschaft im Wettbewerb um den Europapokal der Landesmeister in der Saison 1958/59 das Erstrunden-Rückspiel gegen den MTK Budapest FC sowie in der Saison 1962/63 die beiden Erstrundenspiele gegen Panathinaikos Athen, danach die beiden Achtelfinalspiele gegen Galatasaray Istanbul, wobei ihm in den ersten drei Einsätzen jeweils ein Tor gelang.
Auf internationaler Vereinsebene gewann er mit seiner Mannschaft den Wettbewerb um den International Football Cup bzw. die Internationale Meisterschaft. Bei der 4. Austragung 1964/65 ging seine Mannschaft als Sieger aus der Gruppe C3 – eine von elf Gruppen à vier Mannschaften – hervor und gelangte über ein Freilos in der 1. Runde ins Viertelfinale.  In diesem setzte sich seine Mannschaft gegen den SC Karl-Marx-Stadt nach Hin- und Rückspiel mit dem Gesamtergebnis von 4:3 durch, wie auch gegen den RFC Lüttich im Halbfinale mit dem Gesamtergebnis von 3:2. Ein Jahr zuvor, bei der 3. Austragung 1963/64, als er in 13 Spielen eingesetzt wurde, gelangte er ebenfalls ins Finale, das jedoch im Wiener Stadion Hohe Warte am 25. Mai 1964 mit 0:1 gegen Slovnaft Bratislava verloren wurde.
Im Hinspiel des Finales am 9. Juni 1965 gegen den SC Leipzig im Zentralstadion schien bei der 0:3-Niederlage der Pokalgewinn in weite Ferne gerückt zu sein, zumal er mit seiner Mannschaft im Rückspiel eine Woche später im heimischen Edward-Szymkowiak-Stadion bereits nach 20 Minuten mit 0:1 zurücklag. Ein Eigentor drei Minuten später und zwei Tore der eigenen Mannschaft vor der Halbzeitpause ließen Hoffnung aufkommen. Jan Banaś, sein Mitspieler, und er selbst sorgten mit Toren in der 70. und 88. Minute für die endgültige Entscheidung, verbunden mit dem Titelgewinn.
In der von 1960 bis 1965 in den Vereinigten Staaten anfangs bestehenden Fußballliga, die International Soccer League, nahm er mit seiner Mannschaft im Jahr 1965 ebenfalls teil. Nach zwei Meisterschaften südamerikanischer und drei europäischer Mannschaften, zuletzt Zagłębie Sosnowiec 1964 aus Polen,  gewann auch er und Polonia Bytom die ISL-Meisterschaft.

### Fortsetzung in den Vereinigten Staaten
Unter Trainer Rudi Gutendorf kam er zunächst in der Spielzeit 1967 in 31 Punktspielen für den im Bundesstaat Missouri ansässigen US-amerikanischen Verein St. Louis Stars in der im selben Jahr gegründeten National Professional Soccer League zum Einsatz, in denen er elf Tore erzielte. In der Spielzeit 1968 erzielte er ebenfalls elf Tore, jedoch in 32 Punktspielen und in der North American Soccer League (aus der Fusion der NPSL mit der USA hervorgegangen).

### Ende in den Niederlanden
Nach Europa zurückgekehrt, spielte er abschließend von 1968 bis 1972 für den niederländischen Erstligisten NAC Breda. Für den Verein, mit dem er lediglich Plätze im Mittelfeld des Klassements belegte, bestritt er 90 Punktspiele, in denen er 22 Tore erzielte. In seinen vier Spielen im Wettbewerb um den KNVB-Pokal kam er mit seiner Mannschaft bei drei Teilnahmen nicht über die 2. Runde hinaus.

## Erfolge
- Polnischer Meister 1962
- Zweiter Polnische Meisterschaft 1959, 1961
- Polnischer Pokal-Finalist 1964
- ISL-Sieger 1965
- IFC-Sieger 1965, -Finalist 1964